# Edward Williams, Baron Francis-Williams
Edward Francis Williams, Baron Francis-Williams CBE (* 10. März 1903 in St. Martin’s, Shropshire; † 5. Juni 1970 in Abinger, Surrey) war ein britischer Journalist, der zwischen 1936 und 1940 Chefredakteur der Tageszeitung The Daily Herald war und 1962 als Life Peer aufgrund des Life Peerages Act 1958 Mitglied des House of Lords wurde.

## Leben
Nach dem Besuch der Queen Elizabeth’s Grammar School in Middleton (Suffolk) arbeitete Williams nach 1920 als Journalist bei verschiedenen Tageszeitungen wie Bootle Times, Liverpool Daily Courier sowie The Daily Herald. Nach einer 1926 begonnenen Tätigkeit als Finanzreporter bei The Sunday Express war er zwischen 1929 und 1936 Lokalredakteur bei The Daily Herald und wurde schließlich 1936 Nachfolger von William H. Stevenson als Chefredakteur von The Daily Herald. Diese Funktion behielt er, bis er 1940 durch Percy Cudlipp abgelöst wurde, der zuvor zwischen 1933 und 1938 Chefredakteur des Evening Standard war.
Nach Beendigung seiner Tätigkeit für den Daily Herald war Williams zwischen 1941 und 1945 Kontrolleur des Informationsministeriums für die Pressezensur und wurde für seine Verdienste 1945 Commander des Order of the British Empire sowie mit der Medal of Freedom ausgezeichnet. In seinem 1941 erschienenen Buch War By Revolution untersuchte er die demokratischen Verhältnisse in Europa, die Gründe für den Zusammenbruch Frankreichs und versuchte darüber hinaus eine Betrachtung der Ereignisse zu Beginn des Zweiten Weltkriegs aus Sicht Adolf Hitlers.
Nach Kriegsende arbeitete er von 1945 bis 1947 als Berater von Premierminister Clement Attlee für Öffentlichkeitsarbeit und danach als Korrespondent der Wochenzeitung The Observer in den USA. Des Weiteren arbeitete er als Autor sowie als Journalist für The News Chronicle und New Statesman. Er war später zwischen 1951 und 1952 Verwaltungsrat (Governor) der British Broadcasting Corporation (BBC) sowie 1961 Regent’s Professor an der California University of Pennsylvania.
Durch ein Letters Patent vom 13. April 1962 wurde Williams als Life Peer mit dem Titel Baron Francis-Williams, of Abinger in the County of Surrey, in den Adelsstand erhoben und gehörte damit bis zu seinem Tod dem House of Lords als Mitglied an. Darüber hinaus war Baron Francis-Williams zwischen 1966 und 1970 Mitglied der Monopolkommission für Pressefusionen (Monopolies Commission on Newspaper Mergers) und hatte außerdem 1967 die Kemper-Knapp-Professur an der University of Wisconsin–Madison inne.

## Veröffentlichungen
- War By Revolution, 1941
- Ten Angels Swearing ... Or, Tomorrow’s Politics, 1941
- The Democratic Order, London 1941
- No Man is an Island. A Novel, London 1945
- The Labour Party in Perspective-and Twelve Years Later, Mitautor Clement Attlee, London 1949
- Fifty Years’ March. The Rise of the Labour Party, Odhams Press, 1949
- Ernest Bevin: Portrait of a Great Englishman, 1952
- Transmitting World News. A Study of Telecommunications and the Press, 1953
- Dangerous Estate. The Anatomy of Newspapers, 1957
- Dangerous Estate, Etc, Arrow Books, 1959
- Prime Minister Remembers: the War and Post-war Memoirs of Earl Attlee. Based on His Private Papers and on a Series of Recorded Conversations, 1961
- The American Invasion, 1962
- Journalism as a Career, 1962
- A Pattern of Rulers, London 1965
- The right to know: the rise of the world press, 1969
- Nothing so strange, 1970